# William Crookes
William Crookes (London, 1832. június 17. – London, 1919. április 4.), 1897-től sir William Crookes angol fizikus, kémikus, a tallium felfedezője.

## Életrajza
A londoni College of Chemistry hallgatója volt, majd ott is állt munkába, mint August Wilhelm von Hofmann asszisztense (1850–1854). 1856-ban magánlaboratóriumot rendezett be magának Londonban, és ezután ott dolgozott; eleinte főleg fotográfiai folyamatokat vizsgált.
Az ólomkamrás kénsavgyártás közben keletkező kamraiszapból még 1851-ben szelén-cianidokat különített el (ezzel ő a vegyületcsoport felfedezője), majd ezek spektrumát tüzetesebben vizsgálva fedezte fel (1861-ben) a tallium elemet. Meghatározta ennek pontos atomtömegét és tanulmányozta kémiai tulajdonságait. Részletesen vizsgálta több más elem (ritkaföldfémek, urán, rádium) kémiai viselkedését, vegyületeit is. A talliumnak azt az ásványát, amelyből az elemet kimutatta, róla nevezték el crookesitnek — (Tl, Cu, As)2Se.
1859-ben ő alapította a Chemical News című folyóiratot. Ugyanabban az évben ő használta először 
az égő magnézium fényét sötétben fényképezéshez.

Fénymalom (radiométer)

1874-ben ő találta föl az első radiométert. Ez az úgynevezett Crookes-féle fénymalom egy kisnyomású gázzal töltött üvegbúra, és abban egy tű hegyére illesztett négykarú lapátos kerék, az egyik oldalukon sötétre festett, másik oldalukon fényes lapátokkal. Ha megvilágítják, a kerék forogni kezd.

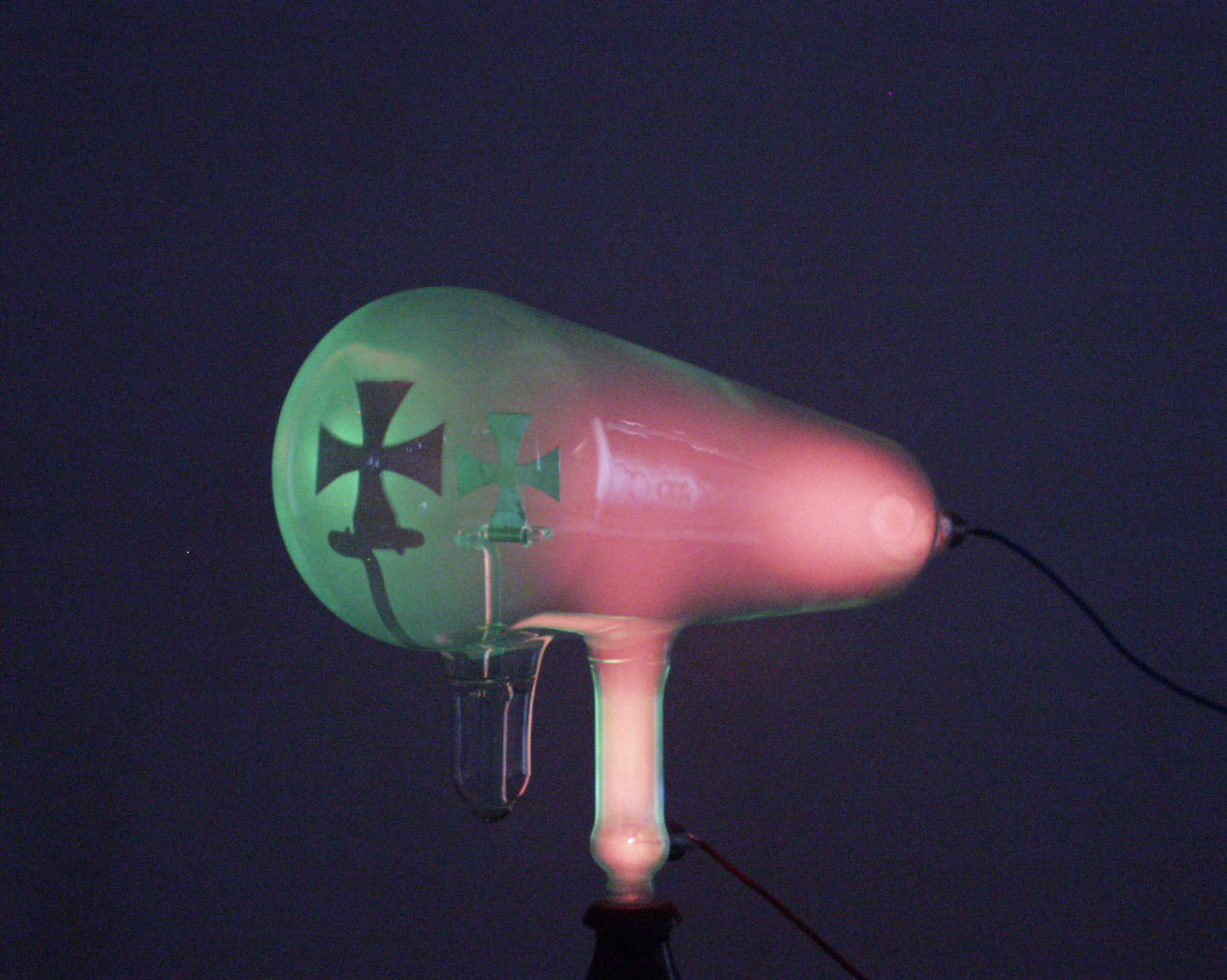
Crookes-cső működés közben

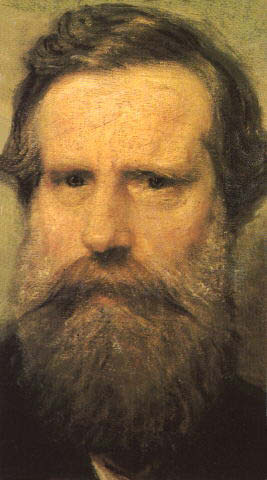
William Crookes 1884-1885 körül

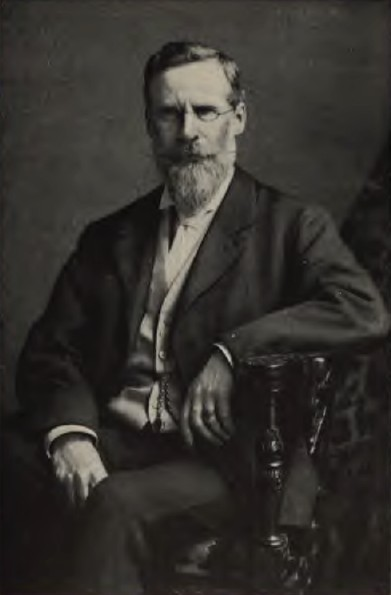
William Crookes 1904-ben

1879-ben A sugárzó anyagról publikált elmélete az elektronelmélet fontos előfutára volt.
Az elektromos kisülést ritkított gázokban tanulmányozta, és ehhez 1875-ben tökéletesítette a katódsugárcsöveket, amiknek általa használt változatát Crookes-csőnek nevezzük. E csövekkel végzett kísérletei során fedezte fel, hogy a katódból sugarak indulnak ki (katódsugarak).
A katódsugarakakról megállapította, hogy egyenes vonalban haladnak, és ha valamilyen anyagba csapódnak, akkor hőhatásuk van és fluoreszkálást okozhatnak. Felfedezte a kisülési csövek katódzónájában kialakuló, később róla elnevezett Crookes-féle sötét teret is. A Crookes-cső továbbfejlesztett változatát használva azután Joseph John Thomson mutatta ki, hogy a katódsugarakat elektronok alkotják.
Vizsgálta a légköri nitrogén megkötődését, tanulmányozta, miként reagál az ívfényben az oxigénnel.
Kifejlesztette (1903-ban) az alfa-részecskék számlálására alkalmas cink-szulfid ernyőt — ez a műszer a spintariszkóp (1904).

## Főbb művei
- Handbook to the Waxed-paper Process in Photography (1857)
- Select Methods is Chemical Analysis (1871)
- On Radiant Matter (1879)

### Magyarul megjelent
- Spiritualizmus és tudomány; bev. Alexandr Akszákov, ford. Tábori Kornél; Kultúra, Budapest, 1923 (Az okkultizmus könyvei)